# 男孩 (布蘭妮·斯皮爾斯歌曲)
《男孩》（英语：Boys），是美国女歌手布蘭妮·斯皮爾斯的一首歌曲，收录于布兰妮的第3张录音室专辑《布兰妮》（Britney）中。歌曲由查德·雨果和法瑞尔·威廉姆斯创作。歌曲的“The Co-Ed混音版”（The Co-Ed Remix）于2002年7月29日由Jive唱片作为专辑的第6支单曲发行。这首歌曲的混音版亦成为电影《王牌大賤諜3》的原声带。

## 曲目列表
| - 12英寸黑胶唱片 与英国双面单曲 1. 《男孩》 （The Co-Ed混音版） – 3:45 2. 《男孩》 （The Co-Ed混音版– 伴奏） – 3:45 3. 《男孩》 – 3:28 4. 《爱情奴隶》 – 3:23 | - 巴西CD单曲 1. 《男孩》 （The Co-Ed混音版） – 3:45 2. 《男孩》 （The Co-Ed混音版– 伴奏） – 3:45 3. 《男孩》 – 3:28 4. 《男孩》 （伴奏） – 3:28 |